# Benjamin Le Fevre

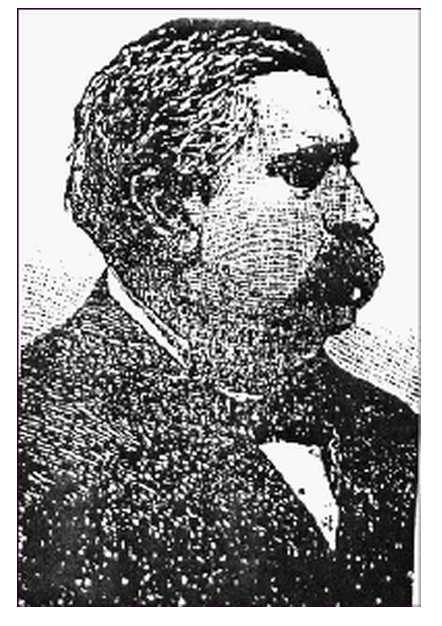
Benjamin Le Fevre

Benjamin Le Fevre (* 8. Oktober 1838 bei Maplewood, Shelby County, Ohio; † 7. März 1922 in Atlantic City, New Jersey) war ein US-amerikanischer Politiker. Zwischen 1879 und 1887 vertrat er den Bundesstaat Ohio im US-Repräsentantenhaus.

## Werdegang
Benjamin Le Fevre besuchte in den Jahren 1858 und 1859 die Miami University in Oxford. Anschließend studierte er Jura. Während des Bürgerkrieges diente er im Heer der Union, in dem er bis zum Major einer Infanterieeinheit aus Ohio aufstieg. Außerdem wurde er zum Brevet-Brigadegeneral befördert. Nach dem Krieg schlug er als Mitglied der Demokratischen Partei eine politische Laufbahn ein. In den Jahren 1865 und 1866 war er Abgeordneter im Repräsentantenhaus von Ohio. 1866 kandidierte er erfolglos für das Amt des Secretary of State von Ohio. Zwischen 1867 und 1869 war er amerikanischer Konsul in Nürnberg im damaligen Königreich Bayern.
Bei den Kongresswahlen des Jahres 1878 wurde Le Fevre im fünften Wahlbezirk von Ohio in das US-Repräsentantenhaus in Washington, D.C. gewählt, wo er am 4. März 1879 die Nachfolge von Americus V. Rice antrat. Nach drei Wiederwahlen konnte er bis zum 3. März 1887 vier Legislaturperioden im Kongress absolvieren. Zwischen 1883 und 1885 vertrat er dort als Nachfolger von Emanuel Shultz den vierten Distrikt seines Staates. Danach kehrte er in den fünften Bezirk zurück. Im Jahr 1886 verzichtete er auf eine weitere Kandidatur.
Nach dem Ende seiner Zeit im US-Repräsentantenhaus arbeitete Benjamin Le Fevre für einige Zeit als Postagent für die Erie Railway Co. Dann war er in der Salem Township in Ohio in der Landwirtschaft tätig. Er starb am 7. März 1922 in Atlantic City und wurde in Salem beigesetzt.